# Tiki-taka

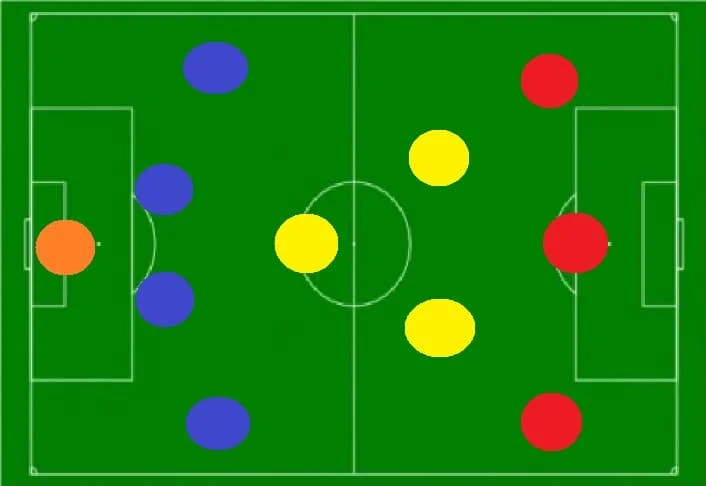
Le schéma principal du Tiki Taka (FC Barcelone et Equipe d'Espagne de football)

Le tiki-taka est un style de jeu footballistique, caractérisé par le mouvement continu du ballon autour d'une série de passes rapides. Le tiki-taka est une stratégie permettant la conservation du ballon ou la possession de balle. Ce style de jeu est principalement attribué au club catalan FC Barcelone, développé par Johan Cruyff (qui a entraîné ce club entre 1988 et 1996) et Pep Guardiola (2008-2012) ainsi qu'à l'équipe nationale espagnole de Luis Aragonés (2004-2008) et de son successeur Vicente del Bosque, ce dernier ayant mené l'équipe jusqu'au titre mondial et européen en 2010 puis 2012.

## Historique
Le commentateur de télévision Andrés Montes (en) serait à l'origine de cette expression utilisée pour la première fois sur la chaîne laSexta pendant la coupe du monde FIFA 2006. Lors de son commentaire en direct du match Espagne-Tunisie, Montes a utilisé ce terme pour décrire le style élégant des Espagnols : « Estamos tocando tiki-taka tiki-taka ».
L'origine de ce mot serait peut-être une onomatopée — décrivant les passes successives et rapides — ou bien dérivé du nom espagnol utilisé pour le tac-tac, un jouet des années 1970.
Après les défaites des Espagnols en phase de poules lors de la Coupe du monde 2014, et notamment leur humiliante défaite 1-5 contre les Pays-Bas, alors qu'ils étaient tenants du titre, l'efficacité du tiki-taka est remise en cause,. 
Le 3 mai 2016, le Bayern Munich entraîné par Pep Guardiola, précurseur et fervent adepte du tiki-taka, est éliminé sur l'ensemble des deux confrontations en demi-finale de la Ligue des champions par l'Atletico Madrid de l'Argentin Diego Simeone. L'ensemble des critiques n'hésitera pas à proclamer la défaite du tiki-taka au profit du cholisme. Ce style de jeu rebaptisé en l'honneur de son concepteur, l'emblématique entraîneur des Colchoneros, Diego Simeone, surnommé « El Cholo », puise ses fondamentaux dans le catenaccio. Cette méthode de jeu est en effet basée sur une organisation défensive très solide et de redoutables contre-attaques.